# Myocastoridae
Famille
Myocastoridae est une famille de rongeurs qui ne comprend qu'un seul genre et une seule espèce : le Ragondin (Myocastor coypus). 
Il était précédemment classé par certains auteurs avec les Echimyidae, dans une sous-famille, elle aussi monotypique, Myocastorinae.

## Taxons inférieurs
Selon Mammal Species of the World (version 3, 2005)  (27 sept. 2012), ITIS (27 sept. 2012), NCBI (27 sept. 2012) :
- genre Myocastor Kerr, 1792
  - Myocastor coypus